# Поканаевский сельсовет
Поканаевский сельсовет — сельское поселение в Нижнеингашском районе Красноярского края.
Административный центр — посёлок Поканаевка.

## История
Статус и границы сельского поселения установлены Законом Красноярского края от 3 декабря 2004 года № 12-2637 «Об установлении границ и наделении соответствующим статусом муниципального образования Нижнеингашский район и находящихся в его границах иных муниципальных образований»

## Население
| 2010 | 2011 | 2012 | 2013 | 2014 | 2015 | 2016 |
| ---- | ---- | ---- | ---- | ---- | ---- | ---- |
| 842  | ↘834 | ↘798 | ↘777 | ↘702 | ↘655 | ↘566 |
| 2017 |      |      |      |      |      |      |
| ↘533 |      |      |      |      |      |      |

## Состав сельского поселения
В состав сельского поселения входят 4 населённых пункта:
| № | Населённый пункт | Тип населённого пункта          | Население |
| - | ---------------- | ------------------------------- | --------- |
| 1 | Кедровый         | посёлок                         | 168       |
| 2 | Поканаевка       | посёлок, административный центр | ↘525      |
| 3 | Сосновка         | посёлок                         | 19        |
| 4 | Южная Тунгуска   | посёлок                         | 104       |

## Местное самоуправление
Поканаевский поселковый Совет депутатов
Дата избрания: 24.09.2020. Срок полномочий: 5 лет. Количество депутатов: 7
Глава муниципального образования
- Красницкая Елена Владимировна Дата избрания: 22.04.2023. Срок полномочий: 5 лет